# Орёл (футбольный клуб)
«Орёл» — российский футбольный клуб из одноимённого города. Основан в 1960 году.

## Названия
- 1960—1962 — «Локомотив»
- 1963—1972, 1975—1992, 2007 — «Спартак»
- 1973—1975 — «Сталь»
- 2008—2012 — «Русичи»
- 2022 «Русичи-Орёл»[1]
- 1993—2008, 2012—2022, c 2023[2] — «Орёл»

## История

### Под флагом «Локомотива»: 1960-62
Орловская команда мастеров была основана в 1960 году. Команду возглавил известный по выступлениям за ЦДКА Пётр Зенкин. Дата основания команды неизвестна. Первую официальную игру орловцы провели 2 мая 1960 года против команды «Ильмень» (Новгород). Костяк команды составили местные футболисты команд «Динамо» и «Авангард», поочерёдно представлявших область в первенствах РСФСР. Из приглашённых иногородних футболистов выделялись — первый капитан клуба Станислав Власов, Анвер Зарипов, Валерий Зайцев, Вячеслав Поляков. Двое последних в следующем сезоне получили приглашения в московский «Локомотив». Итог сезона 1960: 9-е место в 1-й зоне класса «Б» РСФСР. Одним из лидеров команды был нападающий Эдуард Верочкин, забивший в сезоне 4 мяча. В 1961 году в команду пришли Геннадий Фёдоров и Владимир Амилехин. Из дубля московского «Динамо» вернулся Валерий Редникин. Одним из самых знаменательных событий сезона стало открытие стадиона им. В. И. Ленина. 17 октября 1961 орловский «Локомотив» провёл первый в истории международный товарищеский матч с финской командой «Куллерво» (Хельсинки). Матч закончился победой «Локомотива» 5:1.

### «Спартак». Часть первая: 1963—1972
В 1963 году команда стала носить имя «Спартак». Команду возглавил заслуженный мастер спорта, заслуженный тренер СССР Владимир Степанов. Во втором круге он пригласил в команду В. В. Кублицкого на должность второго тренера команды. Итогом первого сезона под красно-белым флагом стало 6-е место в 3 зоне класса «Б». Следующий сезон подопечные тандема Степанов-Кублицкий завершили на 12-й строчке 2 зоны класса «Б».
В 1965 году команду возглавил заслуженный мастер спорта СССР Константин Рязанцев. В составе выделялись лидер атак — Владимир Сазонов — самый результативный форвард за всю историю орловского футбола, полузащитники — Юрий Быстрицкий, Николай Долгов и Юрий Сёмин, перешедший в ходе сезона в московский «Спартак». Третье место в классе «Б» в 1966 году является наивысшим достижением команды в первенстве СССР.
После ухода из команды Рязанцева в 1967 году команду возглавил мастер спорта СССР Виктор Гуляев, однако в конце сезона он покинул команду. В 1968 году играющим тренером команды стал Владимир Сазонов. В 40 матчах команда добилась 14 побед, 13 матчей сыграла вничью, потерпела 13 поражений. Разница мячей 43-37. Сазонов с 11 мячами стал лучшим бомбардиром команды. В течение 1969 года командой руководили три старших тренера: Владимир Кулагин, Геннадий Фёдоров и Дмитрий Смирнов. Команда финишировала на 8-й строчке 3-й зоны класса «Б».
Сезон 1971 ознаменовался приходом на тренерский мостик Адольфа Зосимовича Якубсона — одного из ведущих орловских футболистов 50-х годов, а также приходом в команду нападающего Виктора Земледельцева — лучшего форварда команды 70-х годов. В команду после 5-летнего перерыва вернулся Юрий Быстрицкий. Дебютировал в команде Владимир Брыкин.

### «Сталь»: 1973—1975
В конце 1972 года команда получила имя «Сталь». Команду возглавил Николай Августович Бастиан. Итогом сезона-1973 стало восьмое место в 3-й зоне Второй лиги. В 1974 году Виктор Земледельцев стал вторым среди бомбардиров 4-й зоны Второй лиги, уступив победителю всего один мяч. Проведя 13 матчей в 1975 году под именем «Сталь», 24 июня 1975 года команда стала снова называться «Спартак».

### «Спартак». Часть вторая: 1975—1992
В ходе сезона-1975 команду возглавил олимпийский чемпион 1956 года, заслуженный мастер спорта СССР Борис Татушин. Команда финишировала на 12-м месте в третьей зоне второй лиги. В этом году за «Спартак» провёл свой первый сезон Виктор Грачёв (14 игр) многолетний лидер Донецкого «Шахтёра». В Орле начинали играть вратарь Станислав Руденко и полузащитник Иван Лях. В 1980-е годы проявили себя молодые орловские футболисты Александр Жидков и Валерий Шушляков. Вернулся на родину Анатолий Напреев, поигравший в высшей и первой лиге.

### «Орёл»: 1993—2008
В 1996 году клуб выбрался из Третьей лиги России и стал стабильно входить в пятёрку сильнейших команд Второго дивизиона, зоны «Центр». В розыгрыше Кубка России 1996/97 «Орёл», обыграв «Сокол-ПЖД» (Саратов) и «Жемчужину» (Сочи) в 1/8 финала, уступил «Динамо» (Москва) со счётом 0:1. В следующем розыгрыше Кубка России в 1/16 финала «Орёл» лишь по пенальти уступил московскому «Локомотиву».
В 1998 году команду возглавил известный в прошлом футболист московского «Спартака» и сборной СССР Николай Киселёв. В итоге клуб занял 2-е место. По семейным обстоятельствам Киселёву пришлось покинуть команду в конце сезона. На сезон 1999 руководство поставило задачу выхода в Первый дивизион, однако ни в 1999, ни в 2000 задача не была выполнена (тренером команды был Виталий Коберский).
В 2001 вернулся Николай Киселёв, пригласивший в тренерский штаб В. В. Краснощёкова и Г. А. Кахиани, с которыми в 1997 году работал в саратовском «Соколе». Среди приглашённых в 2001 году в команду футболистов выделялся Гоча Гогричиани, забивший в сезоне 9 мячей. Команда финишировала на 5-м месте.
В 2003 году ФК «Орёл» возглавил Анатолий Шелест, который совмещал должности президента и главного тренера команды. Весь сезон непримиримые соперники ФК «Орёл» и их соседи — «Динамо» Брянск — штурмовали вершину зоны «Центр» Второго дивизиона, неоднократно смещая друг друга с первого места. В итоге, соперники набрали одинаковое количество очков. Для выявления победителя впервые в истории Вторых лиг всех зон был проведён дополнительный стыковой матч за право выхода в Первый дивизион, который проходил на стадионе «Арсенал» в Туле. В этом матче «Орёл» впервые в истории завоевал путёвку в Первый дивизион, победив со счётом 2:1. Решающий гол был забит сыном главного тренера — Тарасом Шелестом. После этого матча главному тренеру команды Анатолию Шелесту были символично вручены подарочные наручные часы «Янтарь», которые хранились специально для вручения тренеру, которому удастся вывести орловскую команду в Первую лигу.
Сезон 2004 ФК «Орёл» начинал неубедительно, но к середине турнира прочно укрепился в пятёрке сильнейших команд Первого дивизиона. Концовку сезона клуб провёл неважно, за весь осенний период сезона «Орёл» одержал всего три победы. Победа в последнем туре над «Соколом» 3:0 позволила орловским футболистам занять по итогам высшее в своей истории 6-е место в Первом дивизионе.
Второй сезон в Первой лиге (2005) «Орёл» начал убедительней, чем первый, однако к середине сезона команда приблизилась к зоне вылета. Во втором круге в команду пришли такие игроки как Владимир Бесчастных и Эдуард Мор. Команда начала стремительный подъём по турнирной таблице, однако занять место выше прошлогоднего не удалось. Итоговым стало 8-е место.
В межсезонье 2006 года клуб оказался на грани отчисления из ПФЛ в связи с финансовыми проблемами. Клуб покинули многие ведущие игроки, вернулись в команду те, кто практически ей был не нужен. Команда с третьего раза прошла процедуру лицензирования и была допущена к соревнованиям в Первом дивизионе. Начало сезона клуб провалил. Весь сезон «Орёл» боролся за право остаться в Первом дивизионе, однако задачу сохранения прописки выполнить не удалось. Клуб занял 20-е место и вылетел во Второй дивизион. Однако, вследствие банкротства клуб был вынужден провести сезон 2007 среди любителей.
В сезоне 2007 клуб делал ставку на молодых местных футболистов, долгое время ФК «Орёл» лидировал в III дивизионе, однако концовку сезона провалил, и результатом выступления было всего лишь 5-е место, что, тем не менее, не помешало орловской команде начать следующий сезон в профессиональной футбольной лиге.

### «Русичи»
В 2008 году название было изменено на «Русичи». Главным тренером стал Сергей Кирьяков. В заключительном матче сезона 2009 клуб «Русичи» помог брянскому «Динамо» занять вторую строчку в турнирной таблице, обыграв дома подольский «Авангард» — 1:0. Лучшим бомбардиром в орловской команде стал Артём Сиваев. На его счету 10 мячей, причём в команду его взяли лишь во 2-м круге.
Сезон 2010 команда начала достаточно уверенно. Ничья с лискинским «Локомотивом» и крупная победа над липецким «Металлургом» (4:0) позволила команде взлететь наверх в турнирной таблице. Затем пошла череда неудач. Дома команда не смогла выиграть 9 матчей кряду (4 ничьи, 5 поражений). Статистику разбавили победы на выезде над московскими «Торпедо» (2:1) и «Никой» (4:1). Скрасил впечатление от провального сезона результат Евгения Полякова, который, сделав хет-трик в последнем туре, стал лучшим бомбардиром зоны «Центр» и рекордсменом команды по забитым мячам за сезон с результатом 20 голов.
По окончании сезона в связи с неудовлетворительными результатами команды и невыполнением задачи на сезон (5-8 место) было принято решение отправить в отставку главного тренера Николая Киселёва и распустить тренерский штаб. Временно исполняющим обязанности главного тренера был назначен Игорь Лузякин. 29 ноября 2010 года Лузякин был утверждён главным тренером. Контракт был рассчитан на 2 года с возможностью продления.
Сезон 2011/2012 команда начала с домашнего поражения от белгородского «Салюта» 0:2, после серии побед и ничьих вошла в первую пятёрку. В Кубке России команда дошла до 1/32 финала, где уступила клубу ФНЛ «Торпедо» (Владимир) со счётом 1:3. После серии громких побед клуб занимал 3-ю строчку турнирной таблицы, но результатом стало 8-е место.

### «Орёл»: с 2012
Перед сезоном 2012/2013 по просьбе болельщиков клубу было возвращено название ФК «Орёл». В начале сезона у команды было 10 игр без выигрышей и всего 2 набранных очка. В связи с этим главный тренер Лузякин подал в отставку. С 5 сентября новым главным тренером стал Александр Аверьянов. Команда завершила выступление на последнем, 16-м месте с 11-ю очками.
В сезоне 2013/2014 по решению ПФЛ и РФС за «Орлом» сохранили место во Втором дивизионе. После пяти туров команда занимала предпоследнее 15-е место. В связи с этим 9 августа директор клуба Александр Родин отстранил Аверьянова от работы. 12 августа он был отправлен в отставку. 23 августа место главного тренера занял Евгений Борзыкин. По итогам сезона «Орёл» занял 13-е место.
Перед сезоном 2014/2015 главным тренером команды был вновь назначен Игорь Лузякин. Большую часть заявленных на сезон футболистов составили орловские воспитанники. В связи с неудовлетворительными результатами Лузякин 15 декабря 2014 года был отправлен в отставку.
23 декабря 2014 года был назначен новый главный тренер — им стал Фёдор Иванович Гаглоев. 15 апреля 2015 года после череды скандалов был отстранён от всех должностей. Исполняющим обязанности генерального директора до конца сезона был назначен Алексей Коршунов, и. о. главного тренера — Валентин Окорочков. Сезон 2014/2015 ФК «Орёл» закончил на 13-м месте.
9 июня 2015 года «Орёл» возглавил Эдуард Викторович Дёмин. Контракт был подписан на один год с возможностью продления ещё на один сезон. 1 февраля 2016 года Дёмин уволился. 17 февраля на пост главного тренера был назначен Анатолий Шелест. Контракт был заключён на 1 год с возможностью продления.
11 января 2017 года клуб лишился профессионального статуса и снялся с розыгрыша первенства ПФЛ, чтобы заявиться в первенство ЛФК (III дивизион).
8 апреля 2017 года РФС исключил ФК «Орёл» из своих рядов.

### ЛФК
В сезоне 2017 года ФК «Орёл» выступал в чемпионате Орловской области. Руководил командой Андрей Иванов. В сезонах 2018—2022 годов клуб под руководством Валерия Ноздрина участвовал в Первенстве России среди любительских футбольных клубов, зоне «Центр», не поднимаясь в таблице выше 5-й строчки. В 2022 году клуб выступал под названием «Русичи-Орёл». Перед началом сезона 2023 команде было возвращено прежнее название, а главным тренером был назначен Евгений Поляков, ранее являвшийся ассистентом Ноздрина. Перед клубом была поставлена задача вернуться в профессиональный футбол.

#### Возвращение в профессиональный футбол: 2024—н.в.
18 октября 2023 года «Орёл» победил лискинский «Локомотив» в финале Кубка СФФ «Центр». Орловские футболисты завоевали право играть в профессиональной футбольной лиге. Финальный матч посетили 9150 зрителей. Также команда вошла в тройку лидеров Первенства СФФ «Центр» 2023, а на финальном турнире обладателей региональных кубков заняла 2-е место.
16 февраля 2024 года по итогам заседания комиссии ФНЛ клуб получил аттестат для участия в дивизионе «Б» Второй лиги. По окончании сезона 2024 «Орёл» занял 10-е место в турнирной таблице группы 3 Второй лиги дивизиона «Б».

## Цвета клуба
Современная эмблема клуба была выбрана в 2012 году на открытом голосовании среди болельщиков, опередив старую эмблему более чем на 1000 голосов.
| Зелёный | Белый |

## Организация

### Президенты
| Год       | Президент                    |
| --------- | ---------------------------- |
| 1997—2002 | Иван Мосякин                 |
| 2003—2005 | Анатолий Шелест              |
| 2006      | Владимир Викторович Агибалов |
| 2007      | Михаил Берников              |
| 2008—2010 | Иван Мосякин                 |
| 2011—2013 | Игорь Гармаш                 |

### Основные партнёры клуба
- Jako — технический спонсор
- TENNISI bet — титульный спонсор
- Альфа-Банк — партнёр

## Текущий состав
| 24 | Флаг России | Вр  | Никита Котов                                  | 2003 |  |  |  |  |  |
| 75 | Флаг России | Вр  | Павел Земсков                                 | 2002 |  |  |  |  |  |
|    |             |     |                                               |      |  |  |  |  |  |
| 2  | Флаг России | Защ | Сергей Хмелевской                             | 1995 |  |  |  |  |  |
| 4  | Флаг России | Защ | Евгений Мерцалов                              | 2002 |  |  |  |  |  |
| 5  | Флаг России | Защ | Илья Бобрышов                                 | 1997 |  |  |  |  |  |
| 6  | Флаг России | Защ | Сергей Лузин                                  | 2004 |  |  |  |  |  |
| 14 | Флаг России | Защ | Вячеслав Гордиенко                            | 2003 |  |  |  |  |  |
| 19 | Флаг России | Защ | Егор Бочаров                                  | 2007 |  |  |  |  |  |
| 22 | Флаг России | Защ | Иван Ставцев                                  | 2003 |  |  |  |  |  |
| 26 | Флаг России | Защ | Евгений Симаков                               | 1999 |  |  |  |  |  |
| 45 | Флаг России | Защ | Степан Пятин                                  | 2006 |  |  |  |  |  |
| 55 | Флаг России | Защ | Дмитрий Копылов                               | 1998 |  |  |  |  |  |
| 69 | Флаг России | Защ | Семён Черепанов (в аренде из «Торпедо» Миасс) | 2002 |  |  |  |  |  |
| 97 | Флаг России | Защ | Данила Сокол                                  | 2005 |  |  |  |  |  |
|    |             |     |                                               |      |  |  |  |  |  |
| 7  | Флаг России | ПЗ  | Максим Тарасов                                | 1999 |  |  |  |  |  |

| 8  | Флаг России | ПЗ  | Дмитрий Меркулов                   | 2001 |  |  |  |  |  |
| 10 | Флаг России | ПЗ  | Георгий Борисов                    | 2004 |  |  |  |  |  |
| 11 | Флаг России | ПЗ  | Павел Изотов                       | 2005 |  |  |  |  |  |
| 13 | Флаг России | ПЗ  | Никита Красов                      | 2000 |  |  |  |  |  |
| 20 | Флаг России | ПЗ  | Артём Лукша (капитан)              | 1999 |  |  |  |  |  |
| 21 | Флаг России | ПЗ  | Андрей Якушин                      | 2003 |  |  |  |  |  |
| 27 | Флаг России | ПЗ  | Никита Королёв                     | 2005 |  |  |  |  |  |
| 28 | Флаг России | ПЗ  | Сергей Петерсон                    | 2001 |  |  |  |  |  |
| 77 | Флаг России | ПЗ  | Иван Щербаков                      | 1999 |  |  |  |  |  |
| 88 | Флаг России | ПЗ  | Архип Леонов                       | 2005 |  |  |  |  |  |
| 99 | Флаг России | ПЗ  | Данил Кузьмин                      | 2002 |  |  |  |  |  |
|    |             |     |                                    |      |  |  |  |  |  |
| 9  | Флаг России | Нап | Гоча Гогричиани                    | 2000 |  |  |  |  |  |
| 18 | Флаг России | Нап | Лев Мальцев (в аренде из «Амкара») | 2005 |  |  |  |  |  |
| 85 | Флаг России | Нап | Тимофей Климов                     | 2003 |  |  |  |  |  |

№ 12 закреплён за болельщиками клуба.

## Статистика выступлений

### В первенствах СССР
| Сезон | Лига                       | Место | Тренер                    |
| ----- | -------------------------- | ----- | ------------------------- |
| 1960  | Класс «Б», зона 1 РСФСР    | 9     | Зенкин П. Г.              |
| 1961  | Класс «Б», зона 3 РСФСР    | 11    | Зенкин П. Г.              |
| 1962  | Класс «Б», зона 2 РСФСР    | 15    | Зенкин П. Г.              |
| 1963  | Класс «Б», зона 1 РСФСР    | 6     | Д. Кублицкий, В. Степанов |
| 1964  | Класс «Б», зона 3 РСФСР    | 12    | В. Степанов               |
| 1965  | Класс «Б», зона 3 РСФСР    | 8     | К. Рязанцев               |
| 1966  | Класс «Б», зона 1 РСФСР    | 3     | К. Рязанцев               |
| 1967  | Класс «Б», зона 1 РСФСР    | 13    | В. Гуляев                 |
| 1968  | Класс «Б», зона 3 РСФСР    | 10    | В. Сазонов                |
| 1969  | Класс «Б», зона 3 РСФСР    | 8     | В. Кулагин                |
| 1970  | Класс «Б», зона 1 РСФСР    | 16    | Д. Смирнов, Г. М. Фёдоров |
| 1971  | Вторая лига, зона 2        | 10    | А. Якубсон                |
| 1972  | Вторая лига, зона 3        | 18    | А. Якубсон                |
| 1973  | Вторая лига, зона 3        | 8     | Н. А. Бастиан             |
| 1974  | Вторая лига, зона 4        | 9     | Н. А. Бастиан             |
| 1975  | Вторая лига, зона 3        | 12    | Б. Г. Татушин             |
| 1976  | Вторая лига, зона 3        | 20    | Б. Г. Татушин             |
| 1977  | Вторая лига, зона 3        | 17    | Б. Г. Татушин             |
| 1978  | Вторая лига, зона 3        | 14    | В. Н. Синау               |
| 1979  | Вторая лига, зона 3        | 5     | В. Н. Синау               |
| 1980  | Вторая лига, зона 3        | 8     | И. Б. Фролов              |
| 1981  | Вторая лига, зона 3        | 10    | Г. М. Фёдоров             |
| 1982  | Вторая лига, зона 5        | 14    | Н. А. Бастиан             |
| 1983  | Вторая лига, зона 5        | 7     | В. И. Горбулин            |
| 1984  | Вторая лига, зона 5        | 7     | В. И. Горбулин            |
| 1985  | Вторая лига, зона 5        | 12    | В. И. Горбулин            |
| 1986  | Вторая лига, зона 5        | 9     | В. И. Горбулин            |
| 1987  | Вторая лига, зона 5        | 15    | В. И. Горбулин            |
| 1988  | Вторая лига, зона 5        | 15    | Н. П. Фирсов              |
| 1989  | Вторая лига, зона 3        | 9     | Н. П. Фирсов              |
| 1990  | Вторая низшая лига, зона 5 | 11    | Н. П. Фирсов              |
| 1991  | Вторая низшая лига, зона 5 | 18    | В. К. Гаян                |

### В кубках СССР
| Сезон   | Стадия | Примечания    |
| ------- | ------ | ------------- |
| 1961    | 1/128  | РСФСР, зона 3 |
| 1962    | 1/256  | РСФСР, зона 2 |
| 1963    | 1/256  | РСФСР, зона 1 |
| 1964    | 1/512  | РСФСР, зона 3 |
| 1965/66 | 1/2048 | РСФСР, зона 3 |
| 1966/67 | 1/4096 | РСФСР, зона 1 |
| 1967/68 | 1/2048 | РСФСР, зона 1 |
| 1968/69 | Финал  | РСФСР, зона 3 |

### В первенствах России
| Сезон   | Лига                                     | Место | Тренер                                                                              | Примечания                                                                  |
| ------- | ---------------------------------------- | ----- | ----------------------------------------------------------------------------------- | --------------------------------------------------------------------------- |
| 1992    | Вторая лига, зона 2                      | 19    | В. К. Гаян                                                                          |                                                                             |
| 1993    | Вторая лига, зона 3                      | 17    | Ю. В. Самулистов                                                                    | Вылет в Третью лигу                                                         |
| 1994    | Третья лига России, зона 2               | 11    | Ю. В. Самулистов                                                                    |                                                                             |
| 1995    | Третья лига России, зона 2               | 10    | В. А. Брыкин                                                                        |                                                                             |
| 1996    | Третья лига России, зона 4               | 3     | В. А. Брыкин                                                                        | Выход во Вторую лигу                                                        |
| 1997    | Вторая лига, зона «Центр»                | 12    | В. А. Брыкин                                                                        |                                                                             |
| 1998    | Второй дивизион, зона «Центр»            | 2     | Н. И. Киселёв                                                                       |                                                                             |
| 1999    | Второй дивизион, зона «Центр»            | 4     | В. М. Коберский                                                                     |                                                                             |
| 2000    | Второй дивизион, зона «Центр»            | 3     | В. М. Коберский                                                                     |                                                                             |
| 2001    | Второй дивизион, зона «Центр»            | 5     | Н. И. Киселёв                                                                       |                                                                             |
| 2002    | Второй дивизион, зона «Центр»            | 5     | Н. И. Киселёв                                                                       |                                                                             |
| 2003    | Второй дивизион, зона «Центр»            | 1     | А. Б. Шелест                                                                        | Выход в Первый дивизион                                                     |
| 2003    | Второй дивизион, Кубок ПФЛ               | 2     | А. Б. Шелест                                                                        |                                                                             |
| 2004    | Первый дивизион                          | 6     | А. Б. Шелест                                                                        |                                                                             |
| 2005    | Первый дивизион                          | 8     | А. Б. Шелест                                                                        |                                                                             |
| 2006    | Первый дивизион                          | 20    | А. Б. Шелест                                                                        | (-2 уровня) Исключение из ПФЛ. Проблемы с финансированием                   |
| 2007    | ЛФЛ России, Черноземье                   | 5     | В. А. Брыкин                                                                        | «Спартак», «Орёл». Выход во Второй дивизион                                 |
| 2008    | Второй дивизион, зона «Центр»            | 13    | С. В. Кирьяков                                                                      | Смена названия на «Русичи»                                                  |
| 2009    | Второй дивизион, зона «Центр»            | 7     | Н. И. Киселёв                                                                       |                                                                             |
| 2010    | Второй дивизион, зона «Центр»            | 13    | Н. И. Киселёв                                                                       |                                                                             |
| 2011/12 | Второй дивизион, зона «Центр»            | 8     | И. Н. Лузякин                                                                       |                                                                             |
| 2012/13 | Второй дивизион, зона «Центр»            | 16    | И. Н. Лузякин (до 9 тура), А. Н. Аверьянов                                          | Решением ПФЛ ФК «Орёл» оставлен во Втором дивизионе                         |
| 2013/14 | Второй дивизион, зона «Центр»            | 13    | А. Н. Аверьянов (до 5 тура), Е. В. Борзыкин                                         |                                                                             |
| 2014/15 | Второй дивизион, зона «Центр»            | 13    | И. Н. Лузякин (до 20 тура), Ф. И. Гаглоев (21 тур), и.о В. С. Окорочков (с 22 тура) |                                                                             |
| 2015/16 | Первенство ПФЛ, зона «Центр»             | 13    | Э. В. Дёмин (до 17 тура), А. Б. Шелест                                              |                                                                             |
| 2016/17 | Первенство ПФЛ, группа «Центр»           | 13    | А. Б. Шелест                                                                        | Снялся по ходу сезона                                                       |
| 2017    | Третий дивизион (ЛФК), зона «Черноземье» | 9     | В. А. Ноздрин                                                                       | Команда «ОрёлГУ»                                                            |
| 2017    | Чемпионат Орловской области              | 4     |                                                                                     | ФК «Орёл» участвовал в чемпионате области                                   |
| 2018    | Третий дивизион (ЛФК), зона «Черноземье» | 11    | В. А. Ноздрин                                                                       | Объединённая команда под названием ФК «Орёл» на основе футболистов «ОрёлГУ» |
| 2019    | Третий дивизион (ЛФК), зона «Черноземье» | 6     | В. А. Ноздрин                                                                       |                                                                             |
| 2020    | Третий дивизион (ЛФК), зона «Черноземье» | 5     | В. А. Ноздрин                                                                       |                                                                             |
| 2021    | Третий дивизион (ЛФК), зона «Черноземье» | 9     | В. А. Ноздрин                                                                       |                                                                             |
| 2022    | Третий дивизион (ЛФК), зона «Черноземье» | 5     | В. А. Ноздрин                                                                       | «Русичи-Орёл»                                                               |
| 2023    | Третий дивизион (ЛФК), зона «Черноземье» | 3     | Е. В. Поляков                                                                       | Возвращение названия «Орёл». Выход во Вторую лигу                           |
| 2024    | Вторая лига, дивизион Б, группа 3        | 10    | Е. В. Поляков                                                                       |                                                                             |
| 1. 2.   |                                          |       |                                                                                     |                                                                             |

### В кубках России
| Сезон   | Стадия  |
| ------- | ------- |
| 1992/93 | 1/256   |
| 1993/94 | 1/128   |
| 1994/95 | 1/256   |
| 1995/96 | 1/256   |
| 1996/97 | 1/8     |
| 1997/98 | 1/16    |
| 1998/99 | 1/32    |
| 1999/00 | 1/256   |
| 2000/01 | 1/32    |
| 2001/02 | 1/128   |
| 2002/03 | 1/128   |
| 2003/04 | 1/128   |
| 2004/05 | 1/32    |
| 2005/06 | 1/32    |
| 2006/07 | 1/32    |
| 2008/09 | 1/256   |
| 2009/10 | 1/64    |
| 2010/11 | 1/128   |
| 2011/12 | 1/32    |
| 2012/13 | 1/128   |
| 2013/14 | 1/256   |
| 2024/25 | 4 раунд |

## Достижения
- В чемпионатах СССР

Высшее достижение — 3 место в классе «Б» — 1966
Самая крупная победа — 6:0 над «Турбиной» (Сызрань) — 1979
Самое крупное поражение — 1:9 от «Динамо» (Махачкала) — 1975
- В чемпионатах России

Высшее достижение — 6 место в 1 дивизионе — 2004
Победитель зоны «Центр» второго дивизиона — 2003
Кубок ПФЛ 2003 — 2-е место
Самая крупная победа — 7:0 над командой «Спартак-Братский» (Южный) — 1994
Самое крупное поражение — 0:7 от «Авангарда» (Курск) — 1992

## Рекорды

### Лучшие бомбардиры
- За сезон
  - В чемпионатах СССР — Виктор Земледельцев — 21 гол (1974)
  - В чемпионатах России — Евгений Поляков — 20 голов (2010)
- Всего
  - В период СССР — Владимир Сазонов — 89 голов
  - В российский период — Евгений Поляков — 64 гола

### Рекордсмены по количеству игр
|   | Игрок            | Период               | Матчи |
| - | ---------------- | -------------------- | ----- |
| 1 | Николай Костиков | 1981—2002            | 527   |
| 2 | Алексей Юдкин    | 1998—2006, 2009—2015 | 364   |

### Рекордсмены по количеству голов
|    | Игрок               | Период                           | Голы |
| -- | ------------------- | -------------------------------- | ---- |
| 1  | Владимир Сазонов    | 1963—1973                        | 89   |
| 2  | Виктор Земледельцев | 1971—1977                        | 70   |
| 3  | Евгений Поляков     | 1999—2002, 2008, 2009—2013       | 64   |
| 4  | Владимир Брыкин     | 1971—1981, 1983-1987, 1989-1990  | 59   |
| 4  | Николай Фирсов      | 1973—1981                        | 59   |
| 6  | Владимир Кузнецов   | 1978—1988                        | 54   |
| 7  | Юрий Самулистов     | 1978—1988                        | 48   |
| 8  | Анатолий Напреев    | 1967, 1974, 1978-1979, 1984-1986 | 47   |
| 8  | Александр Глазков   | 1994—2000, 2002                  | 47   |
| 10 | Алексей Копилов     | 1999—2002, 2006                  | 45   |

## Фарм-клуб
В 2008 году дубль на тот момент «Русичей» принимал участие в зоне «Черноземье» Любительской футбольной лиги. Домашние игры клуб проводил на стадионе «Динамо».
Молодые футболисты орловской команды выступали в чемпионате Орловской области под названием «Орёл-М». В связи с получением ФК «Орёл» аттестата для участия во Второй лиге в феврале 2024 года, молодёжная команда поднялась на межрегиональный уровень и вместо основы стала принимать участие в розыгрышах Третьей лиги, зоны «Центр» с сезона 2024.